# ファーランドシンフォニー
ファーランドシンフォニーはTGLより発売されたコンピュータゲーム。

## 登場人物
アディ
声：宮田幸季
本作の主人公。
サイア
声：甲斐田ゆき
タリスの妹。
ルーク
声：石川大介
タリス
声：高橋広樹
サイアの兄。
モォ
声：上別府仁資
フィルス
声：栃谷安治
翼の部族。
ラビィ
声：天神有海
アイシャの弟子。
シーファ
声：内藤章子
ミュオー
声：鶴岡聡
ヴァニティ
声：永瀬江美弥
アイシャ
声：浅井晴美
占い師。
ウルラス
声：笹島かおる
黒の導師。
JP
声：伊藤舞子
ティア
声：茉雪千鶴
アッパドゥーム
声：佐藤晴男

## スタッフ
- キャラクターデザイン:まりお金田
- シナリオ:小林且典
- 音楽:市尾賢次